# Festival international du film des Hamptons 2013
Le Festival international du film des Hamptons 2013 (The Hamptons International Film Festival ou HIFF), s'est tenu du 10 au 14 octobre 2013.
Le festival s'est ouvert avec le film Kill Your Darlings et clôturé par 12 Years a Slave.

## Sélection

### Golden Starfish Awards

#### Films narratifs
- Deux automnes trois hivers de Sébastien Betbeder  France
- Blue Ruin de Jeremy Saulnier  États-Unis
- Mister John de Christine Molloy et Joe Lawlor  Royaume-Uni  Irlande  Singapour
- Mother, I Love You (Mammu, es Tevi milu) de Janis Nords  Lituanie
- The Selfish Giant de Clio Barnard  Royaume-Uni[1]

#### Films documentaires
- Before The Revolution (Lifnei Hamahapecha) de Dan Shadur  Israël
- Behind The Redwood Curtain de Liesbeth De Ceulaer  Belgique
- Chimeras de Mika Mattila  Finlande  Suède
- Code Black de Ryan McGarry  États-Unis
- Desert Runners de Jennifer Steinman  États-Unis[1]

### World Cinema
- American Masters – Marvin Hamlisch: What He Did For Love de   États-Unis
- The Armstrong Lie de Alex Gibney  États-Unis
- Big Shot de Kevin Connolly  États-Unis
- Blue Is The Warmest Color d'Abdellatif Kechiche  France
- Bob Birdnow's Remarkable Tale of Human Survival and the Transcendence of Self de Eric Steele  États-Unis
- The Broken Circle Breakdown de Felix van Groeningen  Belgique
- Camille Claudel 1915 de Bruno Dumont  France
- Charlie Victor Romeo de Robert Berger, Patrick Daniels et Karlyn Michelson  États-Unis
- Emptying the Skies de Douglas Kass et Roger Kass  États-Unis
- Exit Marrakech de Caroline Link  Allemagne
- A Fragile Trust de Samantha Grant  États-Unis
- The Galapagos Affair: Satan Came to Eden de Dayna Goldfine et Dan Geller  États-Unis
- Geraldine Ferraro: Paving the Way de Donna Zaccaro  États-Unis
- The Human Scale de Andreas Dalsgaard  Danemark
- If You Build It de Patrick Creadon  États-Unis
- In Bloom (გრძელი ნათელი დღეები, Grzeli Nateli Dgeeb) de Simon Groß et Nana Ekvtimishvili  Géorgie
- Jimmy P. de Arnaud Desplechin  France
- The Last Safari de Matt Goldman  Kenya  États-Unis
- Like Father, Like Son (そして父になる, Soshite chichi ni naru) de Hirokazu Kore-eda  Japon
- The Maid's Room de Michael Walker  États-Unis
- Misfire: The Rise and Fall of the Shooting Gallery de Whitney Ransick  États-Unis
- Mystery Road de Ivan Sen  États-Unis
- The Notebook (A nagy füzet) de János Szász  Hongrie
- Oh Boy de Jan Ole Gerster  Allemagne
- The Rocket de Kim Mordaunt  Australie
- Running from Crazy de Barbara Kopple  États-Unis
- Sarah Prefers To Run de Chloé Robichaud  Canada
- A Short History of Decay de Michael Maren  États-Unis
- Stephanie in the Water de Ava Warbrick  États-Unis
- Tanta Agua de Ana Guevara et Leticia Jorge  Uruguay
- Tasting Menu (Menú Degustació) de Roger Gual  Espagne
- This Is What They Want (épisode de 30 for 30) de Brian Koppelman et David Levien  États-Unis
- Tim's Vermeer de Teller  États-Unis
- Under the Rainbow de Agnès Jaoui  France
- Victor Young Perez de Jacques Ouaniche  France
- Walking with the Enemy de Mark Schmidt  États-Unis[1]

### Signature Programs
Conflict and Resolution :
- Ana Arabia de Amos Gitai  Israël
- Plot for Peace de Carlos Agulló et Mandy Jacobson  Afrique du Sud
- The Square (Al Midan) de Jehane Noujaim  Égypte
- God Loves Uganda de Roger Ross Williams  États-Unis
- Sleepless Nights (Layali bala noom) de Eliane Raheb  Liban[1]

### Centerpiece Films
- August: Osage County de John Wells  États-Unis
- Nebraska de Alexander Payne  États-Unis[1]

### Spotlights
- Défendu (Breathe In) de Drake Doremus  États-Unis
- Le Capital de Costa-Gavras  France
- Free Ride de Shana Betz  États-Unis
- Her de Spike Jonze  États-Unis
- Last Days of Summer (Labor Day) de Jason Reitman  États-Unis
- Louder Than Words de Anthony Fabian  États-Unis
- Mandela: Long Walk to Freedom de Justin Chadwick  Afrique du Sud
- The Past de Asghar Farhadi  France  Iran[1]

### UKFocus
- Burton and Taylor (téléfilm) de Richard Laxton  Royaume-Uni
- The Invisible Woman de Ralph Fiennes  Royaume-Uni
- Philomena de Stephen Frears  Royaume-Uni
- Get the Picture de Cathy Pearson  Royaume-Uni  Irlande
- Kiss The Water de Eric Steel  Royaume-Uni  États-Unis
- One Chance de David Frankel  Royaume-Uni
- Still Life de Uberto Pasolini  Royaume-Uni[1]

## Palmarès
Source.
- Golden Starfish Awards :
  - Meilleur film : The Selfish Giant de Clio Barnard  Royaume-Uni
  - Meilleur film documentaire :  Code Black de Ryan McGarry  États-Unis
  - Meilleur court métrage : Whale Valley de Gudmundur A. Gudmundsson
- Audience Awards :
  - Meilleur film : Philomena de Stephen Frears  Royaume-Uni
  - Meilleur film documentaire : Desert Runners de Jennifer Steinman  États-Unis
  - Meilleur court métrage : One Last Hug… de Irene Taylor Brodsky
- Zelda Penzel “Giving Voice to the Voiceless” Award : Emptying the Skies de Douglas Kass et Roger Kass  États-Unis
- Nussbaum Award :
- Victor Rabinowitz & Joanne Grant Award for Social Justice : The Square (Al Midan) de Jehane Noujaim  Égypte
- Tangerine Entertainment Juice Award : Free Ride de Shana Betz  États-Unis
- Suffolk County Film Commission Views From Long Island Award : The Maid's Room de Michael Walker  États-Unis
- Conflict and Resolution Award : Plot for Peace de Carlos Agulló et Mandy Jacobson  Afrique du Sud
  - Mention spéciale : The Square (Al Midan) de Jehane Noujaim  Égypte
- Alfred P. Sloan Feature Film Award : Decoding Annie Parker de Steven Bernstein (en)  États-Unis